# District (Israël)

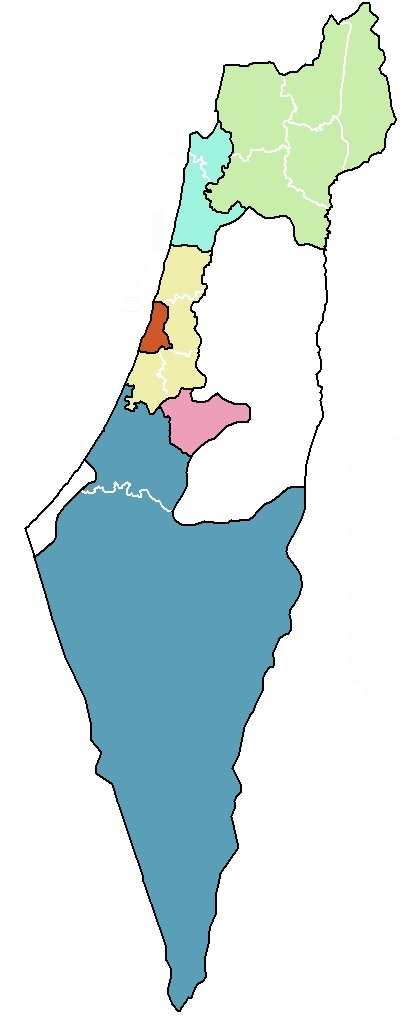
Carte des districts d'Israël.

Le district (en hébreu : מָחוֹז, mahoz, au pluriel :  מְחוֹזוֹת, mehozot) est une subdivision administrative israélienne.

## Liste
- District de Jérusalem[1] (chef-lieu : Jérusalem), 1 133 700 habitants[2].
- District nord[3] (chef-lieu : Nof HaGalil), 1 448 100 habitants[2].
- District de Haïfa (chef-lieu : Haïfa), 1 032 800 habitants[2].
- District centre (chef-lieu : Ramla), 2 365 000 habitants[2].
- District de Tel Aviv (chef-lieu : Tel Aviv-Jaffa), 1 427 200 habitants[2].
- District sud (chef-lieu : Beer-Sheva), 1 302 000 habitants[2].

Le « district de Judée et Samarie » (chef-lieu : Ariel), 471 000 habitants (population juive uniquement), est une expression employée par le Bureau central des statistiques d'Israël pour désigner un district non reconnu officiellement qui englobe uniquement les colonies israéliennes situées en Cisjordanie, considérée par la communauté internationale comme faisant partie des territoires palestiniens occupés.

## Organisation
L'organisation administrative d'Israël est basée sur trois niveaux de pouvoir :
- le gouvernement central ;
- les districts ;
- les municipalités.

Israël compte six districts " historiques " - créés après l'indépendance du pays proclamée par le président du conseil représentatif des Juifs de Palestine (Yichouv), David Ben Gourion, le 14 mai 1948 à Tel Aviv, dans une des salles du Musée des Beaux Arts - dirigés par des commissaires nommés par le Ministre de l'Intérieur. Ils sont divisés en quinze sous-districts (he) (en hébreu : nafot נפות, singulier : nafa נפה) qui sont eux-mêmes divisés en 50 régions naturelles. Ils servent, entre autres, à élaborer la législation locale, à contrôler les impôts et taxes locales, à voter les projets de travaux publics, à accorder des subventions à l'exécutif local.
Le septième district est contesté car il s'agit de la Cisjordanie, zone conquise par les forces armées de   l’État d'Israël à compter du 10 juin 1967  et qui était auparavant un territoire géré par les autorités jordaniennes de mai 1948 et ce jusqu'en juin 1967.
Cette région est revendiquée par Israël sous le nom de Judée et Samarie. Un organisme spécial de l’État d'Israël, le Comité gouvernemental d'administration des territoires, est dirigé par un  officier général de l'armée israélienne. Il gère le territoire sous tous ses aspects, notamment la sécurité publique, les routes de contournement (non autorisées aux Palestiniens) , la gestion des implantations juives depuis 1967, etc.
Les pays membres de l'O.N.U. ne reconnaissent pas la conquête puis l'administration de l'ancienne Cisjordanie  à l’État d'Israël depuis juin 1967.
Toutefois, le bureau central des statistiques de l'Etat d'Israël considère que cette zone est devenue, dans les faits, depuis 1967 un nouveau " district " et, en conséquence, effectue les mêmes études que pour les autres districts historiques créés en 1948 par le jeune Etat juif. 
C'est ce bureau qui a ainsi évalué en 2023 à plus de 471 000 personnes juives établies dans cette zone, depuis 1967. Ce bureau fait également le compte de la population totale de Jérusalem, sans se référer aux zones historiques de Jérusalem-Ouest et de Jérusalem-Est, conquise par les parachutistes israéliens au matin du 7 juin  1967. Une estimation faite par une organisation israélienne pacifiste, citée dans un article paru dans le numéro du journal " Le Monde "  daté du 21 juin 2023, fait état de plus de 229 000 juifs établis à Jérusalem-Est, depuis juin 1967.  Ce même article cite que M. Bezabel Smotrich, nouveau ministre chargé de l'administration de l'ancienne Cisjordanie, devenue " Judée-Samarie " pour la très majorité des Israéliens, reprenant ainsi la décision prise le 17 décembre 1967 par le général gouverneur militaire israélien de plus employer les expressions de " territoires occupés " ou " rive occidentale du Jourdain " pour l'ancienne Cisjordanie et de créer le terme de " Judée-Samarie " pour la zone conquise depuis le 10 juin 1967, entend doubler le nombre de colons sur ce district et dans Jérusalem-Est. 

## Histoire
Les districts sont un héritage de l'Empire ottoman[réf. souhaitée].